# Striegelhof
Striegelhof ist ein Gemeindeteil der Gemeinde Mistelgau im Landkreis Bayreuth (Oberfranken, Bayern). Striegelhof liegt in der Gemarkung Mistelgau.

## Geografie
Die Einöde liegt am Nordufer der Weides, eines linken Zuflusses der Truppach gegenüber der Kreckenmühle am Südufer. Sie liegt am Fuße des Hohen Bergs (530 m ü. NHN, 1 km nördlich). Die Kreisstraße BT 1 führt nach Frankenhaag (1,1 km nordwestlich) bzw. nach Mistelgau zur Staatsstraße 2185 (1,7 km östlich).

## Geschichte
Striegelhof wurde auf dem Gemeindegebiet von Mistelgau gegründet. Es wurde erstmals auf einer Topographischen Karte von 1940 verzeichnet und in einem Ortsverzeichnis von 1952 aufgelistet. Benannt wurde der Ort nach dem Flurnamen Striegel.

## Einwohnerentwicklung
| Jahr      | 001950 | 001961 | 001970 | 001987 |
| Einwohner | 4      | 3      | 4      | 7      |
| Gebäude   | 1      | 1      |        | 1      |
| Quelle    | [ 7 ]  | [ 9 ]  | [ 10 ] | [ 1 ]  |

## Religion
Striegelhof ist evangelisch-lutherisch geprägt und nach St. Bartholomäus (Mistelgau) gepfarrt.